# Індійсько-японські відносини

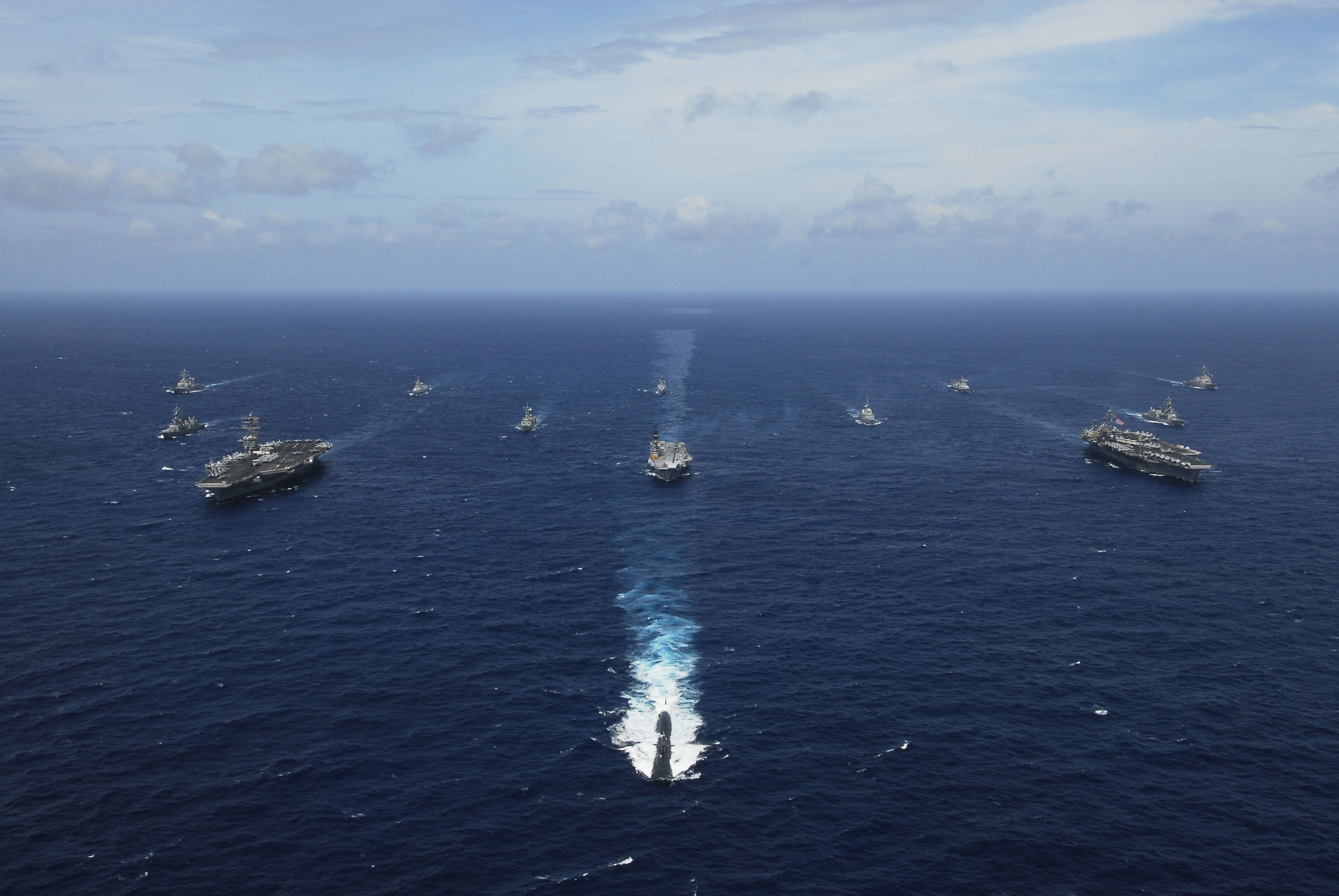
Військово-морські навчання, організовані Індією

Індійсько-японські відносини були міцними протягом усієї історії. Між Індією та Японією століттями йшов культурний обмін, в першу чергу в результаті поширення буддизму, побічно з Індії до Китаю, а потім і до Японії.
Під час Другої світової війни японська імператорська армія використовувала війська Індійської національної армії у боях проти британських сил. Індія є найбільшим одержувачем японської офіційної допомоги з метою розвитку. Індія та Японія стояли один за одного в критичні моменти їхньої історії.
Дипломатичні відносини між двома країнами залишаються теплими з моменту набуття Індією незалежності. Японські компанії, такі як Sony, Toyota, Honda мають заводи з виробництва товарів в Індії. Також у зв'язку з розвитком індійської економіки вона є великим ринком для японських фірм, які, по суті, були одними з перших, які почали інвестування в індійське виробництво. Найбільш видною японською компанією-інвестором є автомобільний гігант Suzuki, який у партнерстві з індійською компанією «Maruti Suzuki» був донедавна найбільшим індійським виробником автомобілів.
У грудні 2006 візит прем'єр-міністра Індії Манмохана Сінгха до Японії завершився підписанням «Спільної заяви між Японією та Індією про стратегічне та глобальне партнерство». Японія інвестує в багато інфраструктурних проектів в Індії, наприклад: в проект - Метро Делі.
У 2007 Морські сили самооборони Японії взяли участь у міжнародних навчаннях в Індійському океані, в яких також брали участь військово-морські сили Індії, Австралії, Сінгапуру та Сполучених Штатів. Також в 2007 оголошений роком «Індійсько-японської дружби».
На 10 вересня 2020 заплановано проведення онлайн-переговорів прем'єр-міністра Індії та Японії, в рамках яких планується укласти угоди про зміцнення економічного співробітництва.

## Історичні відносини

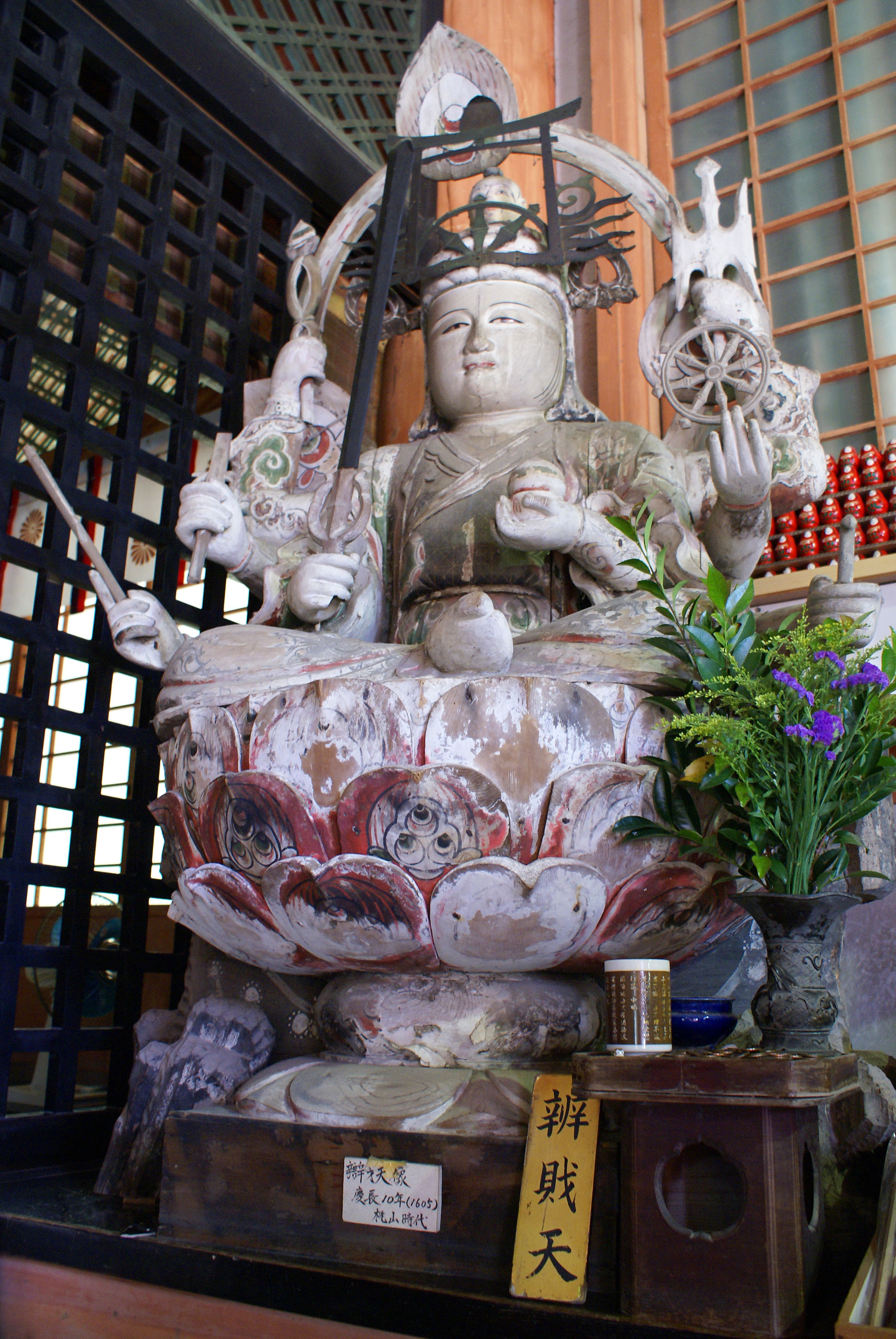
Один із семи богів удачі в Японії, що походить від індійського божества Сарасваті

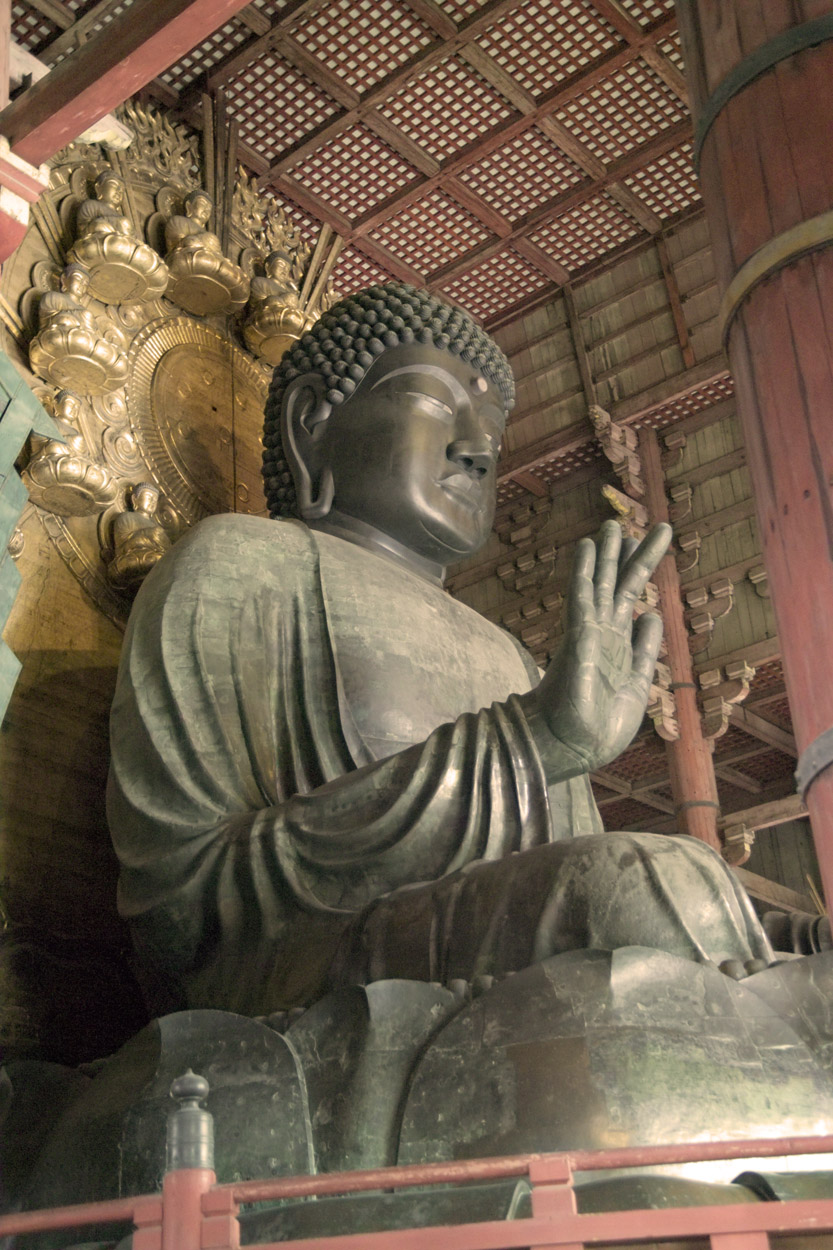
Великий Будда (Вайрочана) Тодай-дзі, Японія

Культурний обмін між Індією та Японією розпочався на початку VI століття із запровадженням буддизму в Японію з Індії. Індійський монах Бодхісена прибув Японію в 736 поширювати буддизм і представив жителям Великого Будду, побудованого Тодай-дзи, і залишається у Японії до смерті 760. Буддизм і нерозривно пов'язана з ним індійська культура вплинули на японську культуру, що досі відчувається і сьогодні в результаті почуття доброзичливості між двома країнами.
Внаслідок зв'язку буддизмом між Індією та Японією, ченці та вчені часто подорожували між двома країнами. Буддійські ченці з Індії відвідували Японію з VIII ст. Стародавні записи з нині знищених бібліотеки університету Наланда в Індії описують вчених та школярів-японців, які відвідували школу. Одним із найвідоміших японських мандрівників до Індії був Тендзюку Токубей (1612-1692), названий на честь Тендзюку («Небесна Обитель»), японська назва для Індії.
Культурний обмін між двома країнами створив багато паралелей у їхньому фольклорі. Сучасна популярна культура заснована на цьому фольклорі, наприклад, твори у жанрі фентезі - манга та аніме. Богиня, відома в Індії як Сарасваті, у Японії відома як Бензайтен.

## Сучасні відносини
У 2014 індійський прем'єр-міністр Нарендра Моді відвідав з візитом Японію. Його візит ознаменувався підписанням цілої низки документів, зокрема, сторони створили "Стратегічне глобальне партнерство".

### Економіка
У серпні 2000 японський прем'єр-міністр з офіційним візитом відвідав Індію. На зустрічі представники двох країн домовилися створити "Глобальне партнерство Індії та Японії у XXI столітті". За цим був візит індійського прем'єра Ваджпаї до Японії в грудні 2001, в ході візиту сторони підписали "Спільну декларацію Японії та Індії" від 10 грудня . У ній, зокрема, відзначалася відданість сторін ідеалам демократії та ринкової економіки, духу толерантності, повазі різноманіття та принципам взаємної вигоди.

### Армія
Індійські ВМФ у 2007 брали участь у найбільших військово-морських навчаннях за участю флотів США, Японії, Австралії, а також Сінгапуру, які отримали назву Малабар. Також з 2007 розвивається військово-політична співпраця у чотиристоронньому форматі.
6 жовтня 2021 в Аравійському морі стартували військово-морські навчання морських сил самооборони Японії та ВМС Індії. Метою даних навчань заявлено вироблення розуміння дій у ході морських операцій та розвиток оперативної взаємодії особового складу двох країн.
Два кораблі ВМС Індії "Шивалік" та "Каморта" прибули до японського порту Йокосука для участі у морських навчаннях "Малабар", які пройшли з 8 по 18 листопада 2022.
Сухопутні сили самооборони Японії з 28 лютого по 2 березня 2023 провели спільні військові навчання «охоронець Дхарми» з підрозділами індійської армії на полігоні «Айбано», Такасіма, спрямовані на «відбиття можливої агресії з боку КНР».

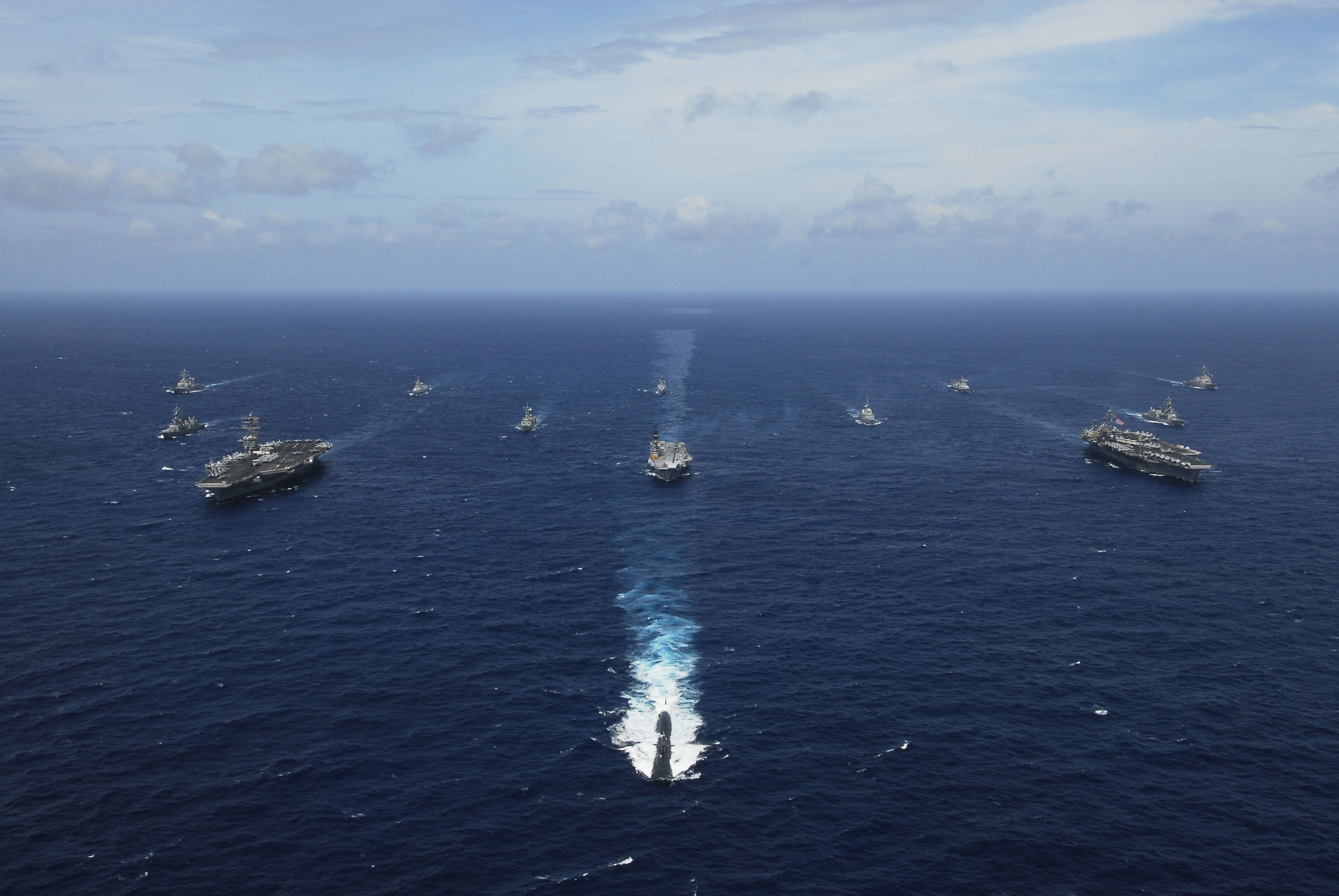
Військові судна із США, Японії, Індії, Австралії та Сінгапуру беруть участь у багатосторонніх навчаннях Малабар у Бенгальській затоці у 2007